# Place de la Gare (Amsterdam)
Pour les articles homonymes, voir Place de la Gare.
La place de la Gare (en néerlandais : Stationsplein) est une place utilisée principalement pour la gare centrale d'Amsterdam, Pays-Bas. La place a obtenu son nom en 1889, date de l'ouverture de la place.
La place a une forme triangulaire et elle est entourée par le bâtiment de la gare centrale d'une part, et l'eau de l'Open Havenfront de l'autre.
Il existe trois ponts qui relient la Stationsplein avec le Prins Hendrikkade : le Westelijke Toegangsbrug, le Middentoegangsbrug et le Kamperbrug.